# Định lý Tverberg

Một phân chia Tverberg cho các đỉnh của một hình thất giác thành ba tập hợp có bao lồi giao nhau.

Trong hình học rời rạc, định lý Tverberg, nêu ra bởi Tverberg (1966), khẳng định rằng một số đủ lớn các điểm trong không gian Euclide d chiều đều có thể chia thành r tập hợp con có bao lồi giao nhau. Cụ thể là, với mọi tập hợp chứa
{\displaystyle (d+1)(r-1)+1\ }
điểm, đều tồn tại một điểm x (không nhất thiết trong số các điểm đã cho) và một cách phân chia các điểm đã cho thành r tập hợp con, sao cho x nằm trong bao lồi của tất cả các tập hợp con. Phân chia cho bởi định lý này gọi là phân chia Tverberg.

## Ví dụ
Khi r = 2, định lý Tverberg khẳng định rằng d + 2 điểm bất kì đều có thể chia thành 2 tập con có bao lồi giao nhau; trường hợp riêng này gọi là định lý Radon. Trong trường hợp này, khi các điểm nằm trong vị trí tổng quát, tồn tại duy nhất một cách phân chia.
Trường hợp r = 3 và d = 2 khẳng định rằng bảy điểm bất kì trên mặt phẳng đều có thể được chia thành ba tập hợp con có bao lồi giao nhau. Hình minh họa là một ví dụ của trường hợp này khi bảy điểm là đỉnh của một thất giác đều. Có thể thấy từ ví dụ đó là có nhiều phân chia Tverberg khác nhau cho cùng một tập hợp điểm. Bảy điểm này có thể được chia theo bảy cách khác nhau, chính là cách trong hình vẽ xoay đi các hướng khác nhau.